# Richard Dent
Richard Lamar Dent (13 de dezembro de 1960, Atlanta, Georgia) é um ex-jogador de futebol americano que atuava como defensive end na National Football League. Ele foi eleito o MVP do Super Bowl XX com o Chicago Bears. Dent foi eleito para o Hall da Fama do esporte em 2011.